# Оренбургский государственный медицинский университет
Оренбургский государственный медицинский университет — высшее учебное заведение медицинского профиля в Оренбурге.

## История
Основан в 1944 году как Чкаловский государственный медицинский институт.
В 1995 году преобразован в Оренбургскую государственную медицинскую академию.
Согласно приказу № 693 от 31 октября 2014 г. переименован в Оренбургский государственный медицинский университет.

## Факультеты
- Лечебный
- Стоматологический
- Высшего сестринского образования
- Медико-профилактический
- Фармацевтический
- Педиатрический
- Клинической психологии
- Общественного здравоохранения
- Иностранных студентов
- Институт профессионального образования
- Сестринское дело (СПО)

## Ректоры
- Мирошниченко Игорь Васильевич